# Probolus crassulus
Probolus crassulus är en stekelart som beskrevs av Horstmann 2000. Probolus crassulus ingår i släktet Probolus och familjen brokparasitsteklar. Arten är reproducerande i Sverige. Inga underarter finns listade i Catalogue of Life.